# 楊立柏
楊立柏（英語：Philip Yang Li-bo；1919年6月15日—1998年2月15日；聖名：斐理伯），是天主教中國籍地下教會主教，不獲中國政府承認。曾任蘭州總教區總主教。（1981年-1998年）

## 生平

### 早年生活
楊立柏出生於1919年6月15日，在中華民國甘肅省古浪縣土門山區的熱心教友家庭。自幼受到母親嚴格的家庭和宗教教育，聰穎好學。1932年9月1日，進入武威小修院讀書，1941年轉入蘭州西北總修院攻讀神哲學。
1949年7月1日，楊立柏在30歲時由蘭州總教區總主教濮登博晉鐸。隨後派往張掖總鐸區出任助理主任司鐸，以協助德籍錢忠安總鐸。

### 多次入監
同年10月1日，中國共產黨在中國大陸地區建立中華人民共和國，並開始針對天主教進行宗教迫害及打壓，教會已經無法正常功能。由於，楊立柏神父忠於教宗，拒絕聽從中國政府，加入愛國會。於1952年2月5日，在三自愛國運動期間首次入監。
出獄後，在蘭州郊外陳官營堂區出任主任司鐸。1958年5月27日，再在反右運動中被打成“極右”，而第二次入監。於1965年11月29日在文化大革命期間，以“現行反革命罪”被判處無期徒刑。楊神父在監中更一度被斷絕飲食幾乎一周，但仍要勞動。1979年才獲得假釋，並接任為蘭州總教區署理。

### 牧職
1981年，楊立柏獲時任教宗若望保祿二世任命為蘭州總教區總主教，並由同省的秦州教區地下教會主教王彌祿主禮，河北省正定教區主教賈治國襄禮，秘密祝聖晉牧。但是，中國政府不承認他的主教身份，並於1983年聖神降臨節當日以“間諜罪”驅捕楊主教，後被判刑四年。
1987年楊總主教出獄後，向國務院及地方宗教事務部門提出申訴書，要求政府按照19號文件全面落實退還蘭州總教區的所有教產，並要求政府為天主教信仰而勞改殉道於獄中和出獄後不久病逝的神父、教友平反，恢復名譽。
1989年11月21日，楊立柏總主教與地下教會主教在陝西三原縣張二冊村舉行會議，決定成立中國大陸主教團。會上並推選被軟禁的保定教區主教范學淹為主教團團長。同年12月，楊總主教因參加三原主教會議而被判三年勞改。

### 晚年
楊總主教晚年，委任韓志海神父出任蘭州總教區副主教，成為楊主教的接任人。
楊總主教因長期坐監33年之久，身心健康備受摧殘折磨，身患糖尿病、心臟病及眼疾等疾病，並多次被醫院拒絕，造成未能得到及時醫治。於1998年2月15日凌晨，楊立柏總主教因心臟病復發在中國甘肅省蘭州去世，享年79歲。
楊總主教遺體原定葬於新建成的武威市東郊玄義玫瑰聖母堂祭台旁。但是，因政府阻止，而要就地安葬在松樹莊天主堂墓園內。